# Oliarus beebei
Oliarus beebei är en insektsart som beskrevs av Metcalf 1945. Oliarus beebei ingår i släktet Oliarus och familjen kilstritar. Inga underarter finns listade i Catalogue of Life.